# Ambroise-Jacques Bricogne
Pour les articles homonymes, voir Famille Bricogne et Bricogne.
Ambroise-Jacques Bricogne, né le 14 avril 1784, mort le 4 janvier 1847, est un haut fonctionnaire, financier et polémiste français.

## Biographie
Ambroise-Jacques Bricogne naît le 14 avril 1784 à Paris. Il est le fils d'Athanase-Jean Bricogne, négociant, futur maire du 6e arrondissement de Paris et doyen des maires de Paris, chevalier de l'Empire, et de Marie-Honorine Delaplace. Il est le frère du futur financier Athanase-Jean-Baptiste Bricogne,.
Selon Pinaud, il est d'abord payeur militaire en Allemagne, puis en Russie, avant d'être en 1816 le payeur de la 9e région militaire, puis devient le payeur général de l'armée d'Espagne. Il est ensuite successivement receveur général du département de la Haute-Saône (1825-1830), du Gard (1831-1838), de l'Hérault (1839-1845) puis du Bas-Rhin (de 1845 à sa mort). 
Selon le Dictionnaire de biographie française, c'est lui et non son frère Athanase-Jean-Baptiste qui serait le proche collaborateur de plusieurs ministres des finances, et l'auteur de nombreux ouvrages financiers, la plupart polémiques, sur le budget et les finances de la fin du Premier Empire et de la Restauration.
Il meurt en fonction à Strasbourg le 4 janvier 1847. Il était officier de la Légion d'honneur. 
Il avait épousé Henriette de Frégeville, fille du général Charles de Frégeville et de Claire Sicard. Il est le père de Louis Adolphe Ambroise Bricogne (1825-1906), conservateur des Eaux et Forêts.

## Distinctions
- Officier de la Légion d'honneur, 1823[3].

## Œuvres
Avertissement : les œuvres listées ici sont parfois attribuées à Ambroise-Jacques Bricogne, mais parfois plutôt attribuées à son frère Athanase-Jean-Baptiste.
- Opinion et observations sur le budget de 1814, sur le budget de juin 1815 et sur les différents systèmes de finances suivis en France, depuis l'an VIII jusqu'au 8 juillet 1815, par un créancier de l'État, (Publié par Bricogne), Paris, Pélicier, octobre 1815 (3e éd.).
- Observations sommaires sur le projet de loi relatif à la cour des comptes présenté à la Chambre des Pairs, le 19 octobre, (Signé : Bricogne), Paris, Patris, 1815.
- Quelques mots de consolation aux créanciers de l'État, en réponse à une "Opinion préliminaire sur les finances", (Par N. Bricogne.), Paris, Patris, novembre 1815 [lire en ligne].
- Examen impartial du budget proposé à la chambre des députés, le 23 décembre 1815, et projets d'amendements, par l'auteur de l'Opinion et des Observations d'un créancier de l'État (Bricogne), Paris, Patris, janvier 1816 ; rééd. mars 1816.
- Errata de quelques brochures sur les finances, par M. B. M. D. R. (Par Bricogne, maître des requêtes, selon Barbier), Paris, Pélicier, 1818 [lire en ligne].
- Situation des finances au vrai, mise à la portée des contribuables, pour prouver qu'une réduction de cinquante millions sur la contribution foncière, dont cinq millions à la ville de Paris, doit être accordée dès 1819 ; suivie de 36 doutes et questions sur les comptes et les budgets, Paris, Pélicier, avril 1819.
- Réponse à la “Lettre d'un vieux commis du trésor”, et à d'autres commis, vieux et jeunes, sur la “Situation des finances au vrai”, Paris, Pélicier, mai 1819 [lire en ligne].
- Errata du rapport de M. le comte Beugnot, sur les voies et moyens de 1819, pour faire suite à la “Situation des finances au vrai”, Paris, Pélicier, 16 juin 1819.
- La caisse usuraire dite hypothécaire examinée et calculée dans l'intérêt et pour le salut des propriétaires emprunteurs, Paris, 1820.
- Articles polémistes divers dans le Journal des débats, 1821-1823.